# Racek bělohlavý
Racek bělohlavý (Larus cachinnans) je jeden z druhů velkých bělohlavých racků.

## Popis
Velký druh racka, délka 56–68 cm, rozpětí křídel měří 137–155 cm a hmotnost dosahuje 680–1590 g. Od racka stříbřitého se liší žlutě až žlutorůžově zbarvenýma nohama a absencí tmavých čárek na hlavě v prostém šatě. Od racka středomořského se liší méně intenzivně zbarvenýma nohama. Od obou těchto druhů se dále liší delší užší hlavou, zobákem a krkem a tmavýma očima. Mladí ptáci jsou podobně jako u jiných racků hnědá, černě kropenatá a šat dospělých získávají postupně až ve čtyřech letech života. Od mladých racků jiných druhů se liší rovněž tvarem hlavy, zobáku a krku.

## Rozšíření
Původní hnízdiště leží v oblasti Černého a Kaspického moře, odkud se v druhé polovině dvacátého století rozšířil k severovýchodu do vnitrozemí Polska. V mimohnízdní době zaletuje až do západní a severní Evropy.

## Výskyt v Česku
Racek bělohlavý se v České republice začal poprvé objevovat v polovině devadesátých let, v dnešní době je pravidelným hostem. Ptáci se vyskytují v kterékoliv roční době, především však v zimě. Velká část ptáků přiletuje v polovině listopadu a na vhodných místech (nezamrzlé vodní plochy) přezimuje. V ostatních částech území protahuje hned po rozmrznutí vodních ploch jako první z racků, často již v první polovině února. Tah dospělých ptáků doznívá v březnu, mladí ptáci se zdržují do května. Největší počty bývají zaznamenány na Ostravsku (až tisíce jedinců).

## Početnost
V hlavní oblasti hnízdění na ukrajinském pobřeží Černého a Azovského moře a přilehlých ostrovech bylo během sčítání v roce 1998 zaznamenáno 28 226 párů racků bělohlavých.

## Tah
Podle kroužkovacích výsledků jsou racci bělohlaví z kolonií na ukrajinském pobřeží Černého moře víceméně stálí, také většina mladých ptáků zůstává na hnízdišti i v zimě. Přesto malá část ptáků v prvním roce života zaletuje dosti daleko jihozápadním směrem (Rumunsko, Bulharsko, Turecko, Kypr, Řecko a Egypt) a severozápadním směrem (Polsko, Německo, Dánsko a Nizozemsko). Někteří z těchto ptáků pokračují ve svém putování Evropou i v druhém roce.

## Hnízdění
Hnízdo umísťuje obvykle na zemi blízko vody, čímž se liší od racka středomořského, hnízdícího na útesech, v oblasti společného výskytu obou druhů. Hnízdění začíná v dubnu. Klade 2–3 vejce, na kterých sedí 27–31 dní.

## Potrava
Racek bělohlavý se živí přednostně rybami, zaletuje také na skládky odpadků.